# The Babe Ruth Story
The Babe Ruth Story is een Amerikaanse speelfilm uit 1948, geregisseerd door Roy Del Ruth. De film is gebaseerd op de Autobiografie The Babe Ruth Story (1948) van Bob Considine & Babe Ruth.

## Rolverdeling
| Acteur           | Personage           |
| ---------------- | ------------------- |
| Claire Trevor    | Claire Hogsdon Ruth |
| William Bendix   | Babe Ruth           |
| Charles Bickford | Brother Matthias    |